# Gesellschaft für staufische Geschichte

Sonderbriefmarke zum 800. Geburtstag von Friedrich II.

Die Gesellschaft für staufische Geschichte e. V. wurde am 29. Oktober 1968, dem 700. Todestag des Staufers Konradin als historische Vereinigung unter dem Namen Gesellschaft der Freunde staufischer Geschichte gegründet. 1984 erfolgte die Umwandlung in einen eingetragenen Verein mit dem heutigen Namen.  Er hat rund 500 Mitglieder vorwiegend in Deutschland, aber auch in Österreich, Italien, Frankreich, Belgien und in der Schweiz. Der Verein hat seinen Sitz in Göppingen, wo sich die Geschäftsstelle im Alten Kasten, einem ehemaligen Kornhaus, in der Schlossstraße 14 befindet.
Präsident ist seit März 2012 Knut Görich, Lehrstuhlinhaber für Geschichte des Früh- und Hochmittelalters an der Ludwig-Maximilians-Universität München. Sein langjähriger Vorgänger Wolfgang Stürner wurde zum Ehrenmitglied ernannt. Geschäftsführer war bis April 2020 Karl-Heinz Rueß, Stadtarchivar in Göppingen. Zu seinem Nachfolger hat der Gemeinderat der Stadt Göppingen bereits im September 2019 den Historiker Dominik Gerd Sieber gewählt.
Der Verein hat nach seiner Satzung seine Aufgaben in der Förderung der Erforschung, der Verbreitung und der Vermittlung des Wissens über Herrschaft, Zeit und Nachleben der Staufer sowie deren europäische Bedeutung. Diese Ziele werden mit folgenden Aktivitäten verfolgt:
- Vortragsveranstaltungen, Führungen und Studienfahrten
- Symposiumreihe „StauferGestalten“ und die Tagungsreihe „Göppinger Staufertage“
- Herausgabe der Buchreihe „Schriften zur staufischen Geschichte und Kunst“ und der Veröffentlichung von Forschungsarbeiten in dieser Reihe
- Unterstützung der Aktivitäten der Stadt Göppingen, das Erbe der Stauferzeit lebendig zu halten, insbesondere im Bereich der Museumsarbeit und der Ausstellungstätigkeit
- Unterstützung von Forschungen über die Staufer und ihre Zeit
- Pflege von Kontakten zu Personen, Forschungsinstitutionen und Vereinigungen im In- und Ausland und zu den Partnerstädten Göppingens Foggia und Klosterneuburg, die sich mit der Erforschung und Pflege staufischer Geschichte befassen

1994 gab die Deutsche Bundespost auf Anregung der Staufergesellschaft zum 800. Geburtstag des Stauferkaisers Friedrichs II. eine Sonderbriefmarke heraus.
Seit dem Jahr 2000 besteht eine Partnerschaft mit der Fondazione Federico II in Palermo. Ein Element der Zusammenarbeit ist die Verleihung des Premio Federichino. Mit diesem Preis werden Persönlichkeiten ausgezeichnet, die im Geiste des Stauferkaisers Friedrich II. Bemerkenswertes geleistet haben.

## Buchreihe „Schriften zur staufischen Geschichte und Kunst“
- Band 1: Karl Nothnagel: Staufische Architektur in Gelnhausen und Worms. 1971.
- Band 2: Göppinger Staufertage 10. bis 12. Oktober 1970. 1971.
- Band 3: Selbstbewusstsein und Politik der Staufer. 1972.
- Band 4: Die Bildnisse der Staufer. 1977.
- Band 5: Die Staufer in Schwaben und Europa. 1979.
- Band 6: Zur Wirtschafts- und Sozialgeschichte der Stauferzeit. 1980.
- Band 7: Zur Geschichte der Kreuzzüge in der Stauferzeit. 1983.
- Band 8: Alltag in der Stauferzeit. 1984.
- Band 9: Babenberger und Staufer. 1987.
- Band 10: Barbarossa und die Prämonstratenser. 1989, ISBN 3-929776-03-0.
- Band 11: Stadt in der Stauferzeit. 1991, ISBN 3-929776-04-9.
- Band 12: Hohenstaufische Erinnerungen in Apulien. 1991, ISBN 3-87437-314-2.
- Band 13: Staufisches Apulien. 1993, ISBN 3-929776-05-7.
- Band 14: Staufische Pfalzen. 1994, ISBN 3-929776-06-5.
- Band 15: Das Staunen der Welt. 1996, ISBN 3-929776-07-3.
- Band 16: Die Reichskleinodien. Herrschaftszeichen des Heiligen Römischen Reiches. 1997, ISBN 3-929776-08-1.
- Band 17: Kaiser Heinrich VI. Ein mittelalterlicher Herrscher und seine Zeit. 1998, ISBN 3-929776-09-X.
- Band 18: Reisen und Wallfahren im Hohen Mittelalter. 1999, ISBN 3-929776-10-3.
- Band 19: Die Staufer. 2000, ISBN 3-929776-11-1.
- Band 20: Der Staufer Heinrich (VII.). Ein König im Schatten seines kaiserlichen Vaters. 2001, ISBN 3-929776-12-X.
- Band 21: Arnold Esch: Friedrich II. – Wandler der Welt? 2001, ISBN 3-929776-13-8.
- Band 22: Deutschland und Italien zur Stauferzeit. 2002, ISBN 3-929776-14-6.
- Band 23: Der Deutsche Orden in Europa. 2004, ISBN 3-929776-15-4.
- Band 24: Alltagsleben im Mittelalter. 2005, ISBN 3-929776-17-0.
- Band 25: Frauen der Staufer. 2006, ISBN 3-929776-16-2.
- Band 26: Friedrich I. (1079–1105). Der erste staufische Herzog von Schwaben. 2007, ISBN 978-3-929776-18-8.
- Band 27: Philipp von Schwaben. Ein Staufer im Kampf und die Königsherrschaft. 2008, ISBN 978-3-929776-19-5.
- Band 28: Friedrich Barbarossa und sein Hof. 2009, ISBN 978-3-929776-20-1.
- Band 29: Stauferzeit – Zeit der Kreuzzüge. 2011, ISBN 978-3-929776-21-8.
- Band 30: Konrad III. (1138–1152). Herrscher und Reich. 2011, ISBN 978-3-929776-22-5.
- Band 31: Von Palermo zum Kyffhäuser: Staufische Erinnerungsorte und Staufermythos. 2012, ISBN 978-3-929776-23-2.
- Band 32: Konrad IV. (1228–1254) – Deutschlands letzter Stauferkönig. 2012, ISBN 978-3-929776-24-9.
- Band 33: Die Staufer und Byzanz. 2014, ISBN 978-3-929776-25-6.
- Band 34: Manfred – König von Sizilien (1258–1266). 2015, ISBN 978-3-929776-26-3.
- Band 35: Die Staufer und der Norden Deutschlands. 2016, ISBN 978-3-929776-27-0.
- Band 36: Friedrich Barbarossa. 2017, ISBN 978-3-929776-28-7.
- Band 37: Konradin (1252–1268) – der letzte Staufer. 2018, ISBN 978-3-929776-29-4.
- Band 38: Päpste in staufischer Zeit. 2020, ISBN 978-3-929776-31-7.
- Band 39: Enzo – König von Sardinien (um 1220–1272). 2021, ISBN 978-3-929776-32-4.
- Band 40: Jüdisches Leben in der Stauferzeit. 2021, ISBN 978-3-929776-30-0.
- Band 41: Die Staufer und der Islam. 2024,  ISBN 978-3-929776-33-1.